# عبدالله بشاره
عبدالله بشاره (عربی: عبدالله بشارة‎؛ زادهٔ ۶ نوامبر ۱۹۳۶) دیپلمات و سیاست‌مدار کویتی است که نخستین دبیرکل شورای همکاری خلیج فارس بود.

## اوایل زندگی و تحصیلات
بشاره در ۶ نوامبر ۱۹۳۶ زاده شد. او در سال ۱۹۵۹ از دانشگاه قاهره فارغ‌التحصیل شد.
او در کالج بالیول در دانشگاه آکسفورد تحصیل کرد و دیپلماسی و روابط بین‌الملل خواند.
سپس مدرک کارشناسی ارشد علوم سیاسی را از دانشگاه سنت‌جانز در ایالات متحده دریافت کرد.

## زندگی حرفه‌ای
بشاره از سال ۱۹۵۹ تا ۱۹۶۱ به‌عنوان معلم کار می‌کرد. سپس به وزارت امور خارجهٔ کویت پیوست و از ۱۹۶۳ تا ۱۹۶۴ به‌عنوان دبیر دوم امور سیاسی در سفارت کویت در تونس خدمت کرد.  از ۱۹۶۴ تا ۱۹۷۱، مدیر دفتر وزیر امور خارجه در کویت بود.  پس‌از آن به‌عنوان نمایندهٔ دائم کویت در سازمان ملل متحد منصوب شد و از ۱۹۷۱ تا ۱۹۸۱ در این سمت فعالیت داشت. بشاره نخستین دبیرکل شورای همکاری خلیج فارس بود و از ۲۶ مه ۱۹۸۱ تا آوریل ۱۹۹۳ این سمت را بر عهده داشت.  دستیاران او در شورای همکاری، سیف بن هاشل المسکری از عمان و عبدالله ابراهیم الکوایز از عربستان سعودی بودند.  المسکری مسئول امور سیاسی و الکوایز مسئول امور اقتصادی بود.  بشاره در اواخر سال ۱۹۹۲ از سمت خود کناره‌گیری کرد و استعفای او در نشست سران شورای همکاری که در دسامبر همان سال در ابوظبی برگزار شد، پذیرفته شد.  پس از او، دیپلمات اماراتی فهیم بن سلطان القاسمی به‌عنوان دبیرکل شورای همکاری منصوب شد.
در سال ۱۹۹۷، بشاره از خدمات دولتی بازنشسته شد.  با این حال، در آغاز دههٔ ۲۰۰۰ به‌عنوان مشاور ارشد نخست‌وزیر کویت، شیخ صباح الاحمد خدمت کرد. او در همین دوره، نمایندهٔ کویت در کمیتهٔ مشورتی شورای همکاری و مشاور در ادارهٔ امور خلیج فارس در وزارت امور خارجه نیز بود.  همچنین ریاست مرکز دیپلماسی برای مطالعات راهبردی را بر عهده داشت.  او هماهنگ‌کنندهٔ انجمن دوستی کویت و بریتانیا نیز هست.  افزون بر این، بشاره در سال ۲۰۰۶ عضو هیئت‌مدیره و مشاور شرکت «نورث آفریقا هولدینگ» شد، و نیز به‌عنوان مدیر مستقل در شرکت پروژه‌های کویت منصوب شد.

## زندگی شخصی
بشاره متأهل است و دو فرزند دارد. او نویسندهٔ چندین کتاب است. همچنین مقالاتی در روزنامه‌های مختلف منتشر می‌کند.

### جوایز
در ژوئن ۲۰۰۳، بشاره از سوی پادشاهی متحده به دریافت نشان افتخاری فرماندهٔ عالی‌رتبه، والاترین نشان امپراتوری بریتانیا مفتخر شد.